# Underjätte
En underjätte är en typ av stjärna som är något ljusare än en normal huvudseriestjärna (dvärg), men inte lika ljus som en riktig jättestjärna.
Många underjättar är rika på metaller, och har dessutom ofta planetsystem.

## Yerkes luminositetklass IV
Yerkes-systemet, även kallat MKK-systemet indelar stjärnorna i luminositet från klass 0 till klass VII. Där är underjättarna klass IV.
Begreppet användes för första gången 1930 för stjärnor av spektraltyp G och K med en absolut magnitud mellan +2,5 och +4. Dessa stjärnor pekades ut som en naturlig del av övergången från stjärnor i huvudserien, som Solen och jättestjärnor som Aldebaran, men mindre talrika än både hvudseriestjärnor och jättar.
Yerkes-systemet är ett tvådimensionellt schema som omfattar en bokstavs- och sifferkombination för att ange en stjärnas temperatur, till exempel A5 eller M1, och en romersk siffra för att ange luminositeten i förhållande till andra stjärnor med samma temperatur. Stjärnor av luminositetsklass IV är underjättar och placerade i HR-diagrammet mellan huvudseriestjärnorna och de röda jättarna med luminostietsklass III.
Några viktiga egenskaper hos spektrum för olika spektraltyper:
- O: relativt starka emissionlinjer av N iii och absorptionslinjer av He  ii
- B: Tydlig Balmerserie och starka linjer av O  ii
- A: Tydlig Balmerserie
- F: Tydliga linjer av Fe, Ti och Sr
- G: Tydliga linjer av Sr och Fe och även Ca
- K: Linjer av Ca, Sr/Fe samt Mg, H och TiO (Titanoxid)
- M: Linjer i 422,6 nm-bandet av Ca och TiO

## Exempel på underjättar
När de amerikanska astronomerna William Wilson Morgan och Philip Keenan upprättade sitt tvådimensionella klassifikationsschema över luminositetsklass IV listade de följande exempel på underjättar: 
- B0: Gamma Cassiopeiae
- B1: Omikron Persei
- B2: Gamma Orionis
- B3: Jota Herculis
- B5: Tau Herculis
- A2: Beta Aurigae
- A3: Delta Herculis
- F2: Delta Geminorum
- F5: Procyon
- F6: Tau Bootis
- F8: Theta Draconis
- G0: Zeta Herculis
- G2: My2 Cancri
- G5: My Herculis
- G8: Beta Aquilae
- K0: Eta Cephei
- K1: Gamma Cephei